# MWS Reader
Das Vorleseprogramm MWS Reader kann in allen von SAPI sowie auch Microsoft Speech Plattform unterstützten Sprachen vorgegebene Inhalte, wie beispielsweise Dokumente, E-Mails, E-Books, Webseiten und Texte (TXT, PDF, EPUB, DOC, HTML etc.) vorlesen. Die Software ermöglicht über die sog. „ComfortRead-Funktion“ markierten Text auf dem Bildschirm mit einem Klick in Sprache mittels Text-to-Speech umzuwandeln. Zudem können durch die integrierte Texterkennungsfunktion (OCR) gedruckte Texte, eingescannte und fotografierte Inhalte vorgelesen werden. Auch das Vorlesen der Zwischenablage von Windows wird unterstützt. Das Vorgelesene kann in eine Audiodatei (MP3 oder WAV) exportiert werden.